# 劳伦斯·洛杉
劳伦斯·洛杉，（英語：Lawrence LeShan, 1920年9月8日—2020年11月9日）是一个心理学家，教育家，以及畅销书《谋划的技巧》的作者，此书是一本实用谋划技巧指南。他和其他同行在“专业文学十三书”里一起写了关于不同行业的书：心理学、政治、癌学和超自然学。他还用爱德华·格伦顿这个笔名写科幻小说。

## 生平
洛杉在芝加哥大学里担任人类学博士、超自然学博士，除此之外，他还教过帕斯大学、罗斯福大学和新学院。他干临床心理学这个职业干了50年左右了，其中有6年是在美国陆军那里工作的。
1960-1980年期间，洛杉在心理玄学方面有着大的研究，在书《媒介》、《超自然学》、《物理学》和《自然学》中，他研究介于量子力学和超自然学类似的科学。在书《超自然学：下一个边缘》中，洛杉把科学向更远的方向发展，并宣称心电感应、第六感和直觉能被量子学所解释。当它被分享在“新知识”中的时候，他的学说被反对者讽刺为“量子超自然论”。
20世纪80年代，洛杉把研究重点放在了能被人赞同自己为“先驱者”的癌疗法上面。洛杉现在住在纽约。
洛杉和同样是作家的伊达·洛杉结了婚。

## 外部連結
- Cancer as a Turning Point
- Pop Matters review of The Psychology of War （页面存档备份，存于）